# Georges Gope-Fenepej
Georges Gope-Fenepej (* 23. Oktober 1988 in Lifou) ist ein neukaledonischer Fußballspieler, der zuletzt als Stürmer für den französischen Verein US Concarneau spielte.

## Karriere

### Verein
Gope-Fenepej begann seine Karriere bei AS Kirikitr, bevor er 2011 zum AS Magenta wechselte.
Am 29. Juni 2012 unterzeichnete er einen Einjahresvertrag mit der französischen Mannschaft ES Troyes AC, die neu in die französische Ligue 1 aufgestiegen war. Am 4. Februar debütierte er in der Ligue 1 und spielte drei Minuten.
2018 wechselte er zu Le Mans FC. 2019 stieg er zusammen mit dem Verein in die zweite Liga auf, bevor sie 2020 wieder in die dritte Liga abstiegen. Zum Ende der Saison 2020/21 wurde sein auslaufender Vertrag vom Verein nicht verlängert. Seit 2021 spielt Gope-Fenepej beim bretonischen Drittligisten US Concarneau. Nach zwei Jahren ging es eine Liga tiefer zu Saint-Pryvé Saint-Hilaire FC.

### Nationalmannschaft
Er nahm an seinem ersten Turnier für die Nationalmannschaft Neukaledoniens bei den Pazifikspielen 2011 teil, wo er sieben Tore erzielte, während Neukaledonien seinen Titel verteidigte. Im März 2020 wurde er für zwei europäische Freundschaftsspiele nach längere Abwesenheit erneut in Auswahl berufen. Die Spiele fielen aufgrund der COVID-19-Pandemie jedoch aus.

### Internationale Tore
Spielstand und Ergebnisse weisen Neukaledoniens Torbilanz an erster Stelle aus.
| Nr. | Datum              | Ort                            | Gegner     | Tor | Resultat | Wettbewerb                               |
| --- | ------------------ | ------------------------------ | ---------- | --- | -------- | ---------------------------------------- |
| 1.  | 27. August 2011    | Stade Rivière Salée, Nouméa    | Vanuatu    | 1:0 | 5:0      | Pazifikspiele 2011                       |
| 2.  | 27. August 2011    | Stade Rivière Salée, Nouméa    | Vanuatu    | 2:0 | 5:0      | Pazifikspiele 2011                       |
| 3.  | 27. August 2011    | Stade Rivière Salée, Nouméa    | Vanuatu    | 5:0 | 5:0      | Pazifikspiele 2011                       |
| 4.  | 1. September 2011  | Stade Rivière Salée, Nouméa    | Tuvalu     | 4:0 | 8:0      | Pazifikspiele 2011                       |
| 5.  | 7. September 2011  | Stade Yoshida, Koné            | Tahiti     | 1:1 | 3:1      | Pazifikspiele 2011                       |
| 6.  | 7. September 2011  | Stade Yoshida, Koné            | Tahiti     | 2:1 | 3:1      | Pazifikspiele 2011                       |
| 7.  | 9. September 2011  | Stade Numa-Daly, Nouméa        | Salomonen  | 1:0 | 2:0      | Pazifikspiele 2011                       |
| 8.  | 1. Juni 2012       | Lawson Tama, Honiara           | Vanuatu    | 3:2 | 5:2      | Ozeanienmeisterschaft 2012               |
| 9.  | 8. Juni 2012       | Lawson Tama, Honiara           | Neuseeland | 2:0 | 2:0      | Ozeanienmeisterschaft 2012               |
| 10. | 11. September 2012 | Stade Pater Te Hono Nui, Pirae | Tahiti     | 3:0 | 4:0      | Qualifikation zur Weltmeisterschaft 2014 |
| 11. | 11. September 2012 | Stade Pater Te Hono Nui, Pirae | Tahiti     | 4:0 | 4:0      | Qualifikation zur Weltmeisterschaft 2014 |
| 12. | 12. Oktober 2012   | Lawson Tama, Honiara           | Salomonen  | 2:1 | 6:2      | Qualifikation zur Weltmeisterschaft 2014 |
| 13. | 12. Oktober 2012   | Lawson Tama, Honiara           | Salomonen  | 4:2 | 6:2      | Qualifikation zur Weltmeisterschaft 2014 |
| 14. | 12. Oktober 2012   | Lawson Tama, Honiara           | Salomonen  | 6:2 | 6:2      | Qualifikation zur Weltmeisterschaft 2014 |
| 15. | 16. Oktober 2012   | Stade Numa-Daly, Nouméa        | Salomonen  | 1:0 | 5:0      | Qualifikation zur Weltmeisterschaft 2014 |

## Erfolge
Pazifikspiele: 2011